# Sverige under järnåldern
Järnåldern i Sverige delas in i fem delar:
- Förromersk järnålder, år 550 f.Kr. – 1 e.Kr.
- Romersk järnålder, år 1 e.Kr. – 375
- Folkvandringstiden, år 375–550
- Vendeltiden, år 550–700
- Vikingatiden, år 700–1050

Äldre järnåldern omfattar perioden år 550 f.Kr. – 375 e.Kr. Yngre järnåldern omfattar perioden år 375 – 1050 e.Kr.